# Dane-zaa
Els beaver o tsattine són una tribu na-dené, el nom de la qual volia dir "poble del castor", o bé dane-zaa (poble autèntic), raó per la qual foren anomenats en anglès beavers (castor en anglès). Vivien als marges muntanyencs del nord d'Alberta (Canadà).

## Demografia
El 1889 els calcularen en 800, però en 700 el 1906. El 1980 eren uns 600 individus, dels quals 500 parlaven la seva llengua. Segons l'EB, el 1970 eren 800. El 2000 eren 2.847 al Canadà i eren dividits en diverses reserves:
- A Alberta, Boyer River (755 h.), Heart Lake (275 h.) i Horse Lake (794 h.).
- A la Colúmbia Britànica, Blueberry River (385 h.), Doig River (239 h.), Halfway River (221 h.) i West Moberly (178 h.)

## Costums
Es dividien en nombroses bandes independents i nòmades, cadascuna amb llur propi territori de cacera. Caçaven caribús, daines, castors i bisons. A l'hivern vivien en tipis coberts de pells dels animals que caçaven, i a l'estiu en tipis coberts d'estopes o sota tauladells, i també es desplaçaven d'un indret a un altre en canoes de fusta. Hom sap poc de llur religió ni de llurs cerimònies. Només sembla que creien en un guardià dels esperits, i en un "més enllà" inconcret.

## Història
Cap al 1650 formaven un sol poble amb els sarsi. Arribaren al seu territori en el segle XVIII empensos pels cree, i s'establiren al riu Peace, on encara viuen ara. el 1789 els va visitar Mackenzie, qui va afirmar que parlaven la mateixa llengua que els chippewyan. El 1858 es traslladaren vora els rius Peace i Vermilion al llac Athabasca. No van signar cap tractat amb el govern canadenc fins al 1974, quan es van establir les diverses reserves.